# Hoplocryptus albicollaris
Hoplocryptus albicollaris là một loài tò vò trong họ Ichneumonidae.